# Hendrik Gerritsz. Pot

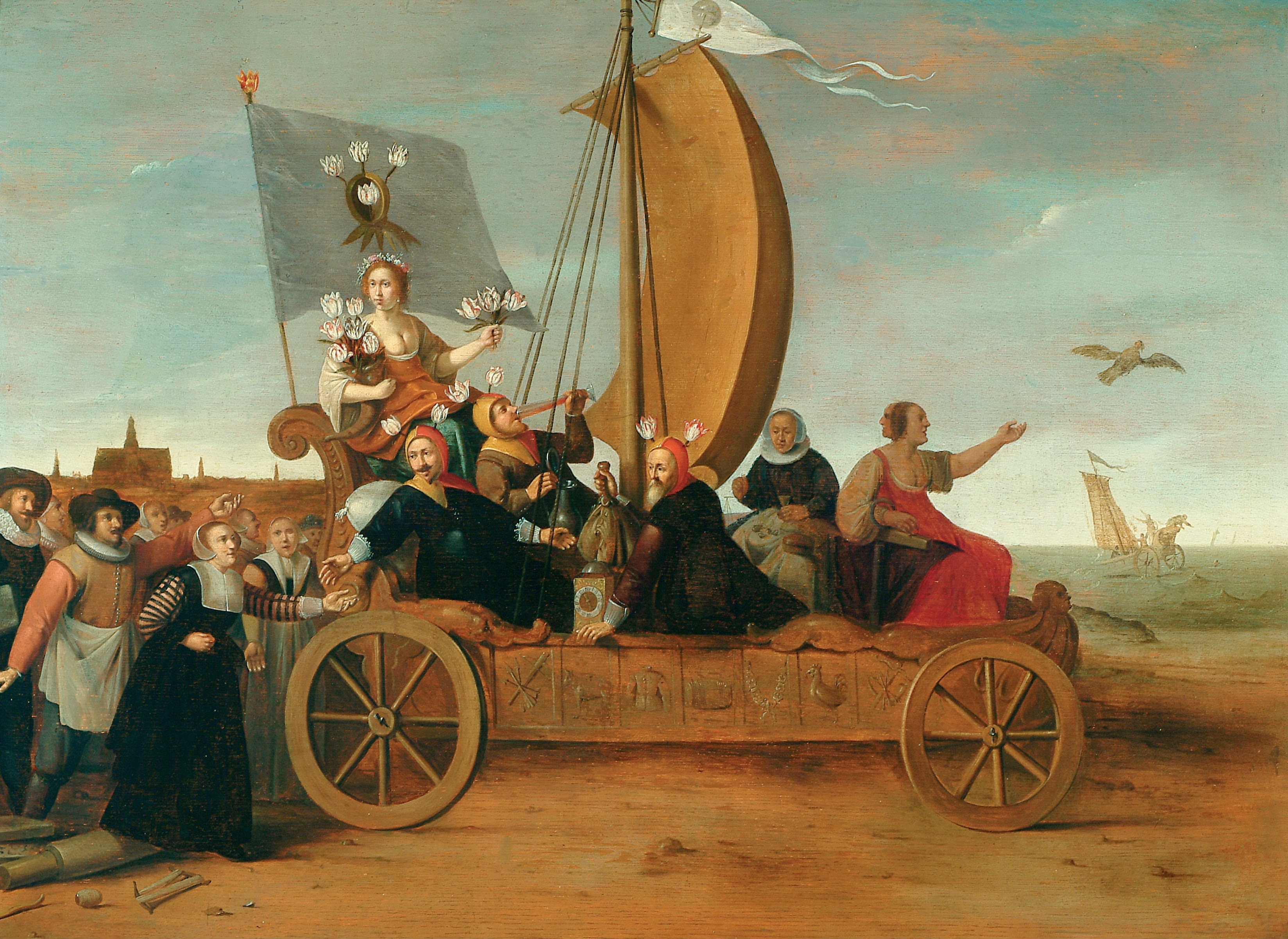
Flora's Mallewagen. Ca. 1640. Haarlem, Frans Hals Museum.

Hendrik Gerritsz. Pot, Hendrik ook gespeld als Hendrick, bijnaam Oost-Indiën Pot (Amsterdam, 1580/1581 – begraven aldaar, 15 oktober 1657) was een Nederlands schilder, tekenaar, miniatuurschilder en decoratieschilder.
Hij zou voor 1603 leerling van Karel van Mander geweest zijn. Vanaf omstreeks 1603 tot 1650 was hij actief in Haarlem, met een onderbreking in 1631 en/of 1632, toen hij in Londen woonde. In 1606 schreef hij zich in bij de Haarlemse schutterij. Op 7 juni 1650 werd hij officieel burger van Amsterdam. Vanaf dat jaar tot aan zijn dood woonde hij in die stad. Hij werd begraven in de Oudezijds Kapel aldaar.
Van Pot zijn bekend: genrestukken, portretten en (vanitas) stillevens.
- Biografisch Portaal: 41149084
- International Standard Name Identifier: 0000 0003 9358 1619
- KulturNav: fffbd04c-5a07-4d52-8e35-0af1692b875c
- Nederlandse Thesaurus van Auteursnamen: 108517209
- RKD-Nederlands Instituut voor Kunstgeschiedenis: 64480
- Union List of Artist Names: 500023355
- Virtual International Authority File: 287888959
- WorldCat: E39PCjt4h8g7GDWkGGcvQQhrbd